# Uley Long Barrow

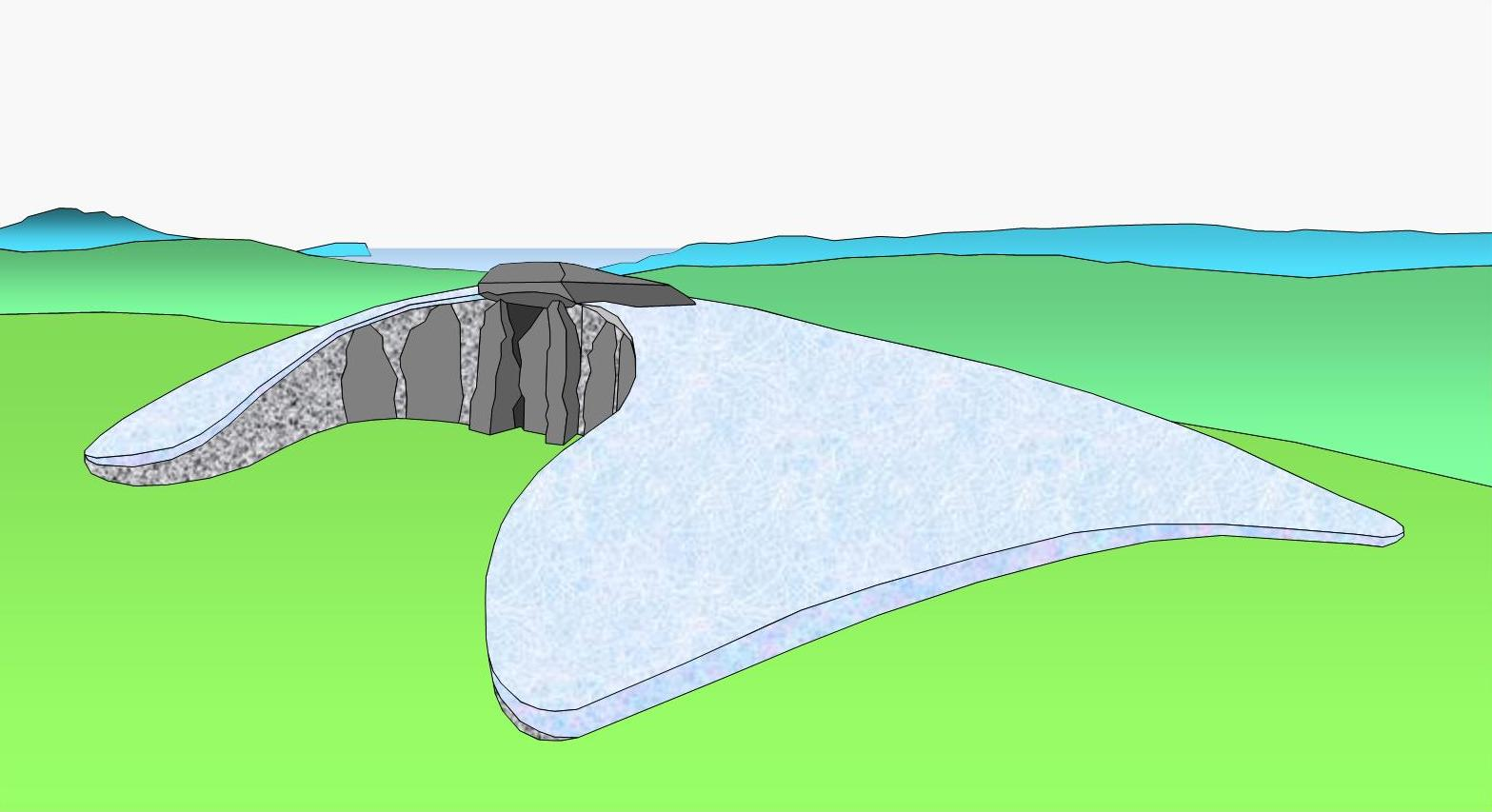
Schema Cotswold Severn Tomb

Uley Long Barrow, auch lokal "Hetty Pegler’s Tump" genannt, ist ein jungsteinzeitliches Hügelgrab. Es liegt in der englischen Grafschaft Gloucestershire, 1,6 km nördlich von Uley. Der Alternativname stammt von einer Grundstückseigentümerin im 17. Jahrhundert.

## Beschreibung
Der west-östlich orientierte Erdhügel ist etwa 37 m lang, 26 m breit und 3,0 m hoch. Die eigentliche Anlage wurde aus Steinplatten und Trockenmauerwerk erstellt. Die Exedra besteht aus „post and panel technique“ (Pfosten und Platten-Technik). Ein 6,6 m langer und 1,5 m hoher Gang führte zu einst fünf, etwa ahornblattförmig angeordneten Kammern, die die exkarnierten Knochen von etwa 20 Menschen enthielten. 
Die Entdeckung zeitgleicher vollständiger Skelette in anderen Grabhügeln deutet darauf hin, dass eine Dekarnation vor der Deponierung nicht durchgängige Praxis war. Bei den Untersuchungen (um 1821 und 1854) wurden die beiden nördlich des Ganges gelegenen Kammern zerstört und die im Osten liegende Vorkammer falsch rekonstruiert. In der nun nur noch einen Meter hohen, von einem riesigen Portalstein gedeckten Vorkammer wurden zwei menschliche Skelette gefunden, die mit den Hauern von Ebern begraben worden waren. Ob diese Opfer waren bzw. wann die Anlage außer Nutzung ging, ist unklar.

Uley Long Barrow
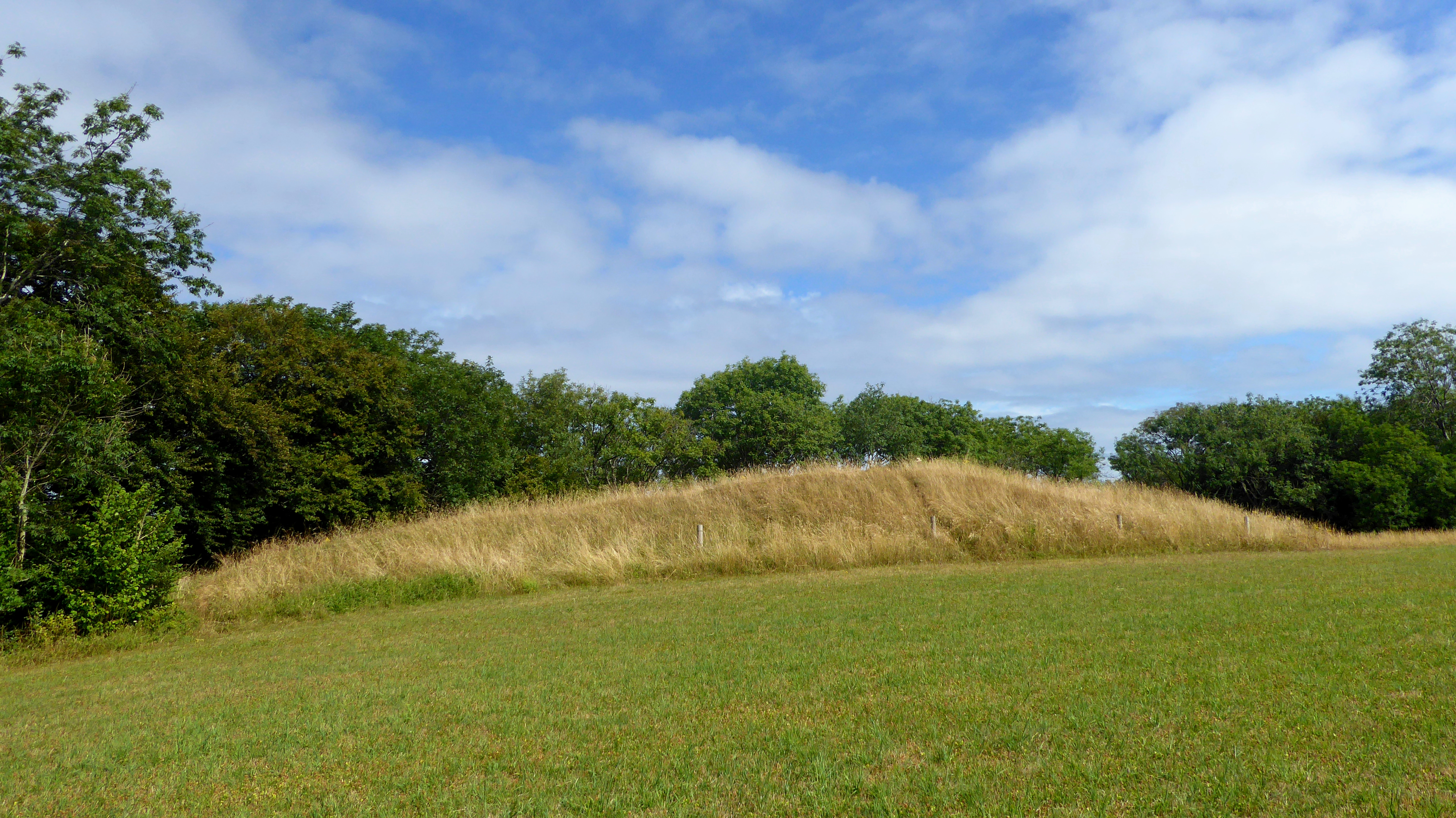
Ansicht von Süden
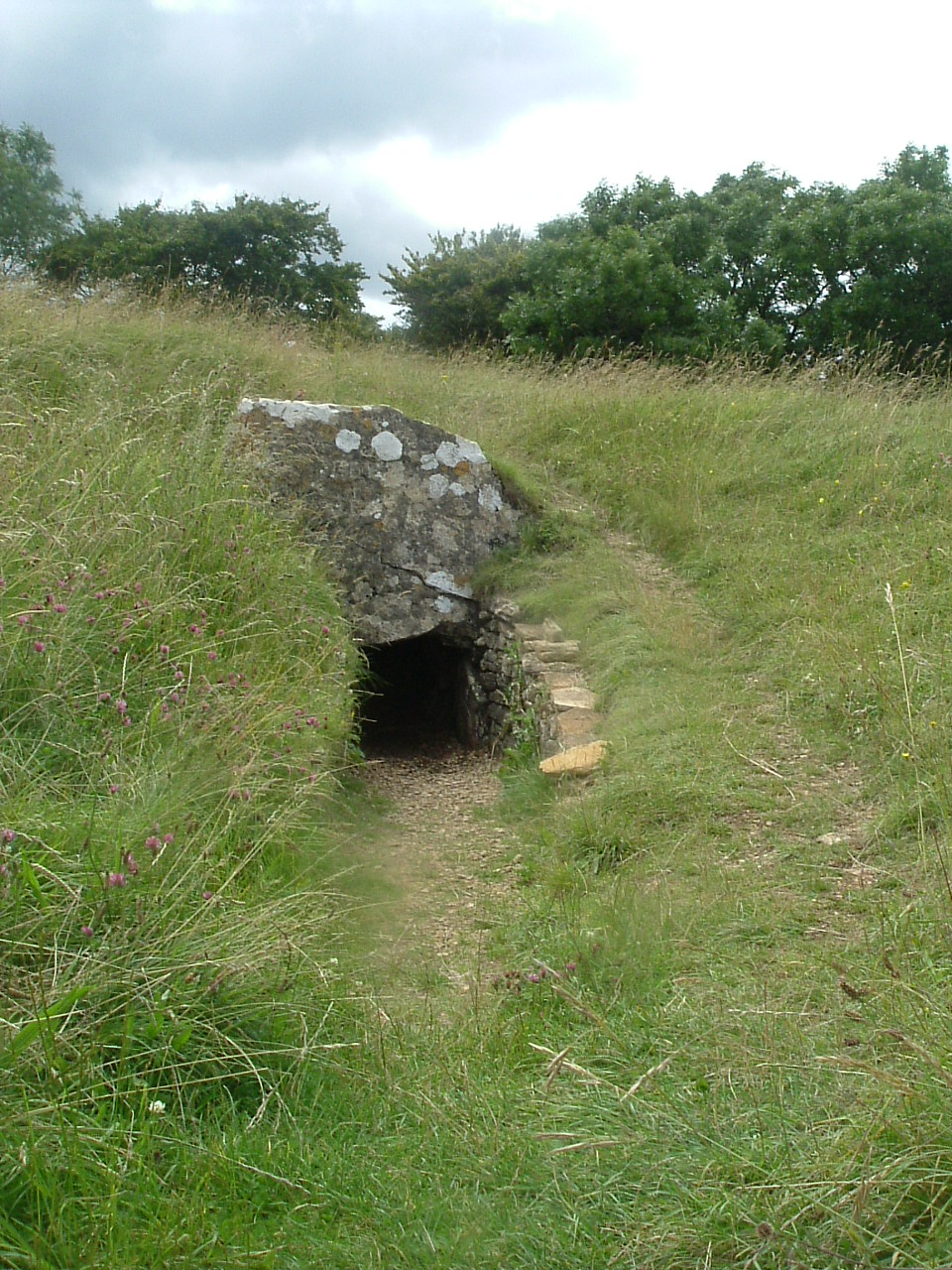
Zugang des Grabhügels
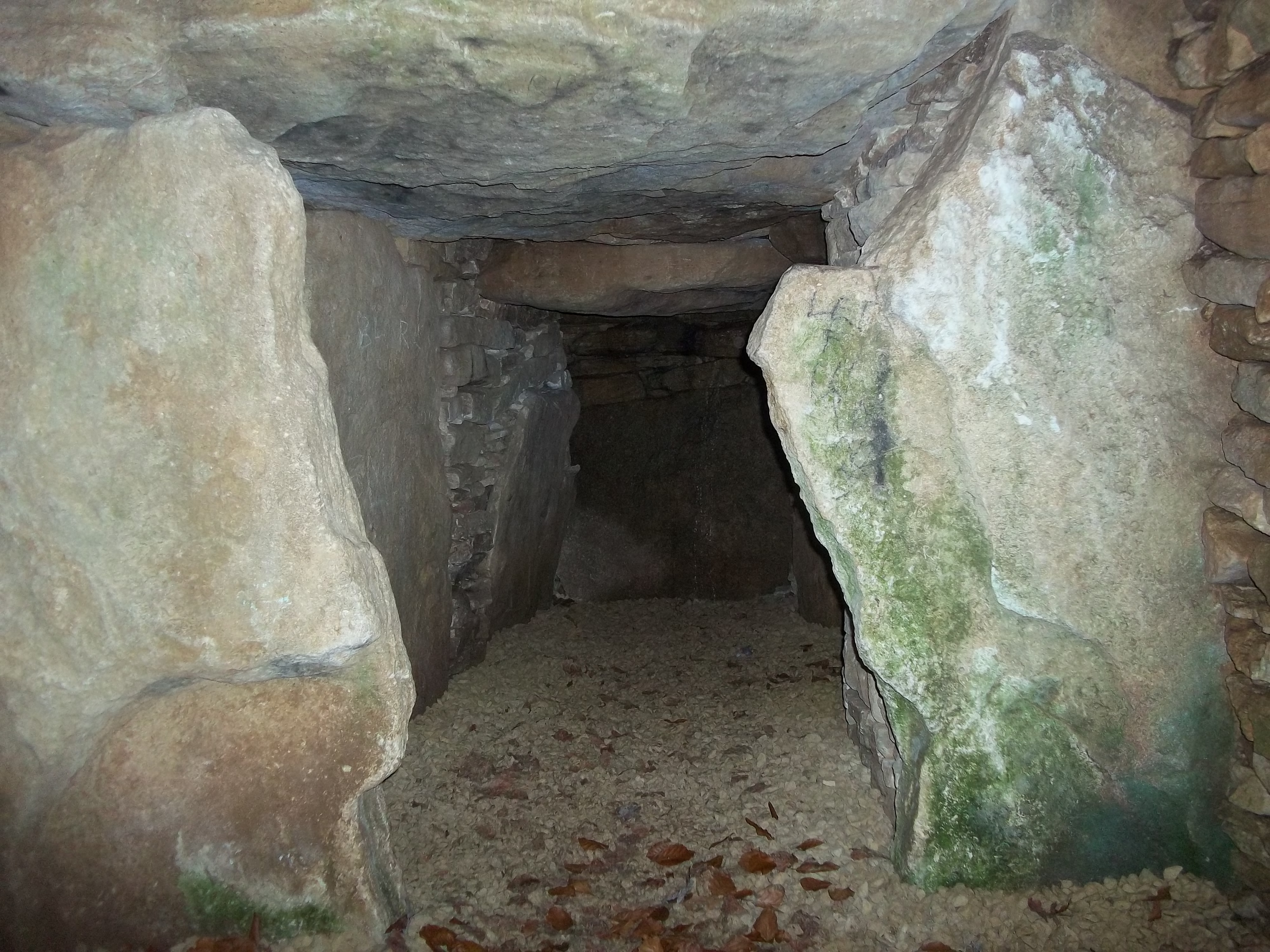
Endkammer
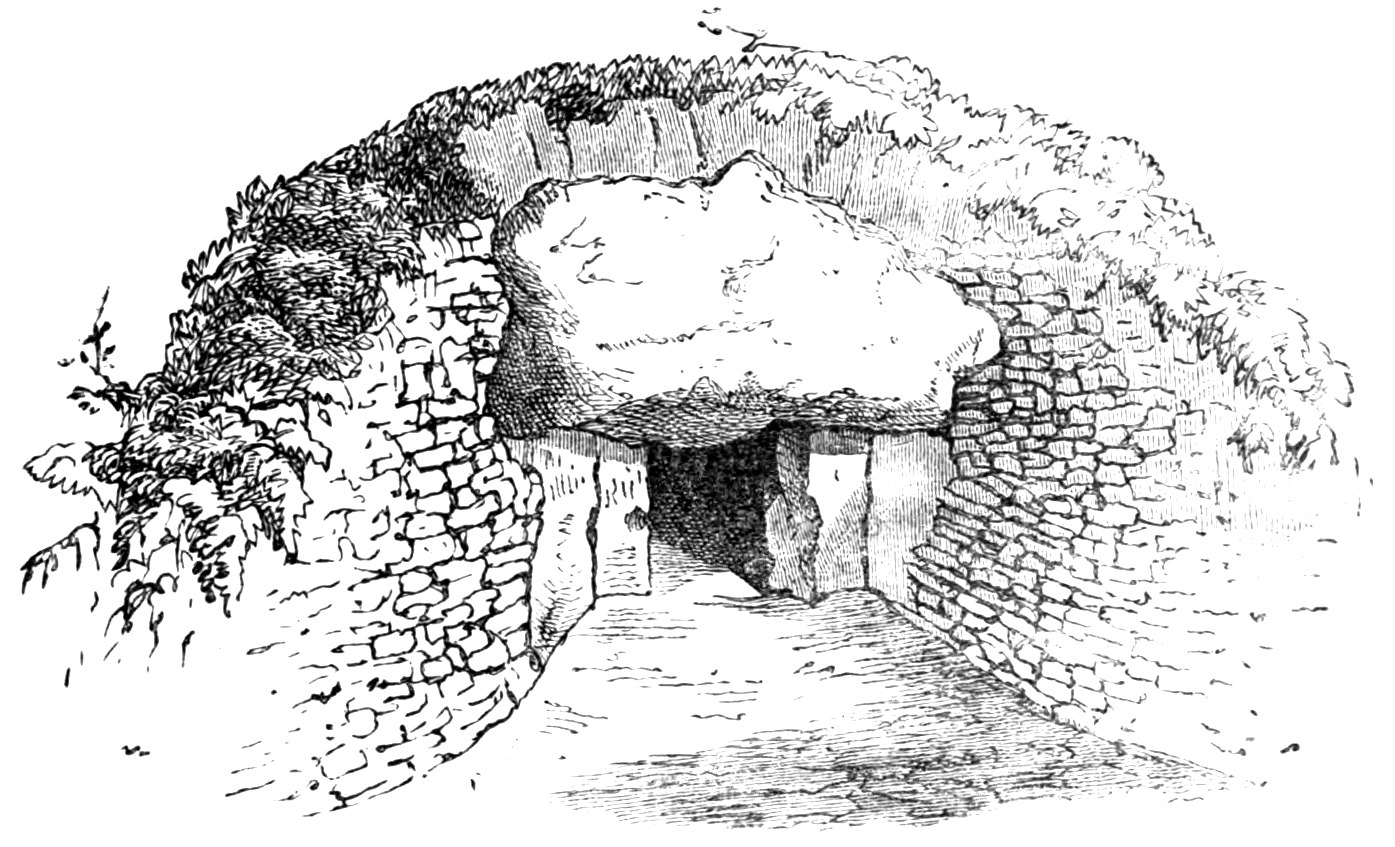
Zugang
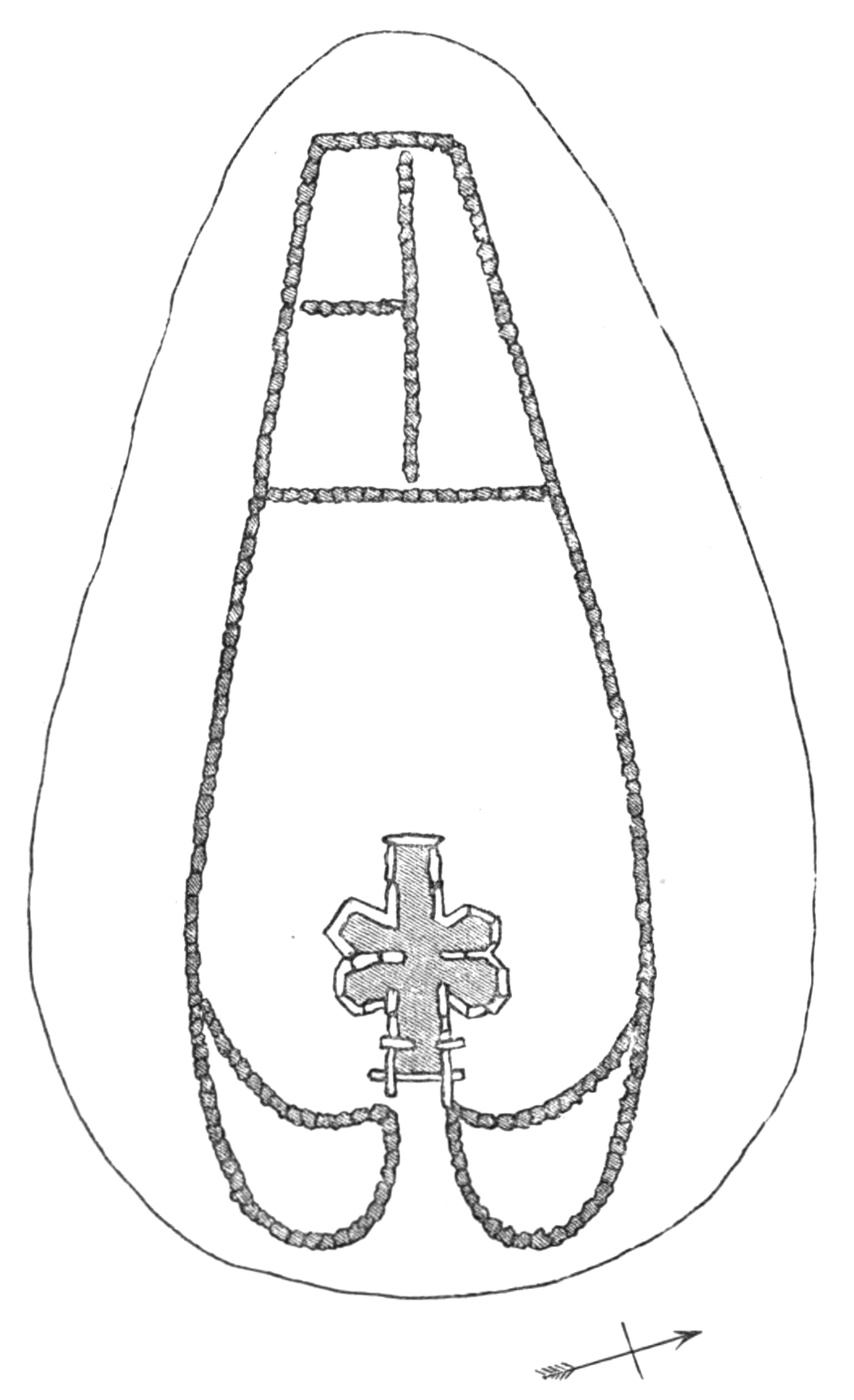
Der Hügel

Die Anlage, die zum Teil auf dem Gebiet der Gemeinde (Civil Parish) Coaley liegt, ist seit 1921 als Scheduled Monument klassifiziert und steht unter Denkmalschutz.
Uley Bury ist ein Hillfort aus der Eisenzeit. Es liegt als langer, flacher Hügel in der Nähe. 